# Conflent
|  | Aquest article tracta sobre la comarca nord-catalana. Vegeu-ne altres significats a «Confluència». |

El Conflent és una comarca de la Catalunya del Nord, amb capital a Prada, administrativament part del departament francès dels Pirineus Orientals. Aquesta comarca limita al nord amb la comarca occitana de la Fenolleda, a l'est amb el Rosselló, a l'oest amb el Capcir i la Cerdanya i al sud amb el Vallespir i el Ripollès. Té els seus orígens en l'antic comtat de Conflent. El gentilici és conflentí o conflentà.
El Conflent comptava amb 21.939 habitants l'any 2023. Prada, la seva capital, també n'és la vila més poblada, amb 6.375 habitants. Altres viles importants són Vinçà (2.171 habitants), Vernet (1.488 habitants) i Rià (1.379 habitants).
La dita diu: Conflent, bona terra i dolenta gent o En Conflent, mala terra i bona gent.

## Geografia

### Comarques naturals
Les subdivisions del Conflent són en gran part comarques naturals. Els 53 municipis de la comarca es troben agrupats en les comarques de l'Alt Conflent, el Conflent Mitjà, el Baix Conflent, les Garrotxes, i part de l'Altiplà de Sornià que s'estén també per la Fenolleda.

### Orografia
L'orografia del Conflent és definida per les valls alta i mitjana de la Tet, des que aquest riu deixa enrere la fossa de Cerdanya, al congost entre Sautó i Fontpedrosa, fins al Riberal del Tet del Rosselló.
La cubeta d'esfondrament que constitueix el Conflent queda tancada al sud pel massís que s'estén des del pic d'Eina (2.786 metres d'alt) fins a roca Colom (2.464 metres), que fa de partió amb la vall del Ter (Ripollès), que puja cap al nord-est fins al puig de Tretzevents (2.763 metres) i la pica del Canigó, massís que parteix aigües amb la vall del Tec (Vallespir).
Al nord, les serralades no superen pas mai els 2.500 metres d'altitud: al massís de Madres (roc de Madres, 2.471 metres, pic de Bernat Salvatge, 2.427 metres) que separa el Conflent de la Vall de l'Aude (Capcir), i forma la frontera de Catalunya amb el Llenguadoc (País de Salt), continuant pel pic de la Gleva (2.024 metres), pel coll de Jau (1.513 metres), el tuc Dormidor (1.845 metres) i la serra d'Escales (1.702 metres). Des d'aquesta serra, el límit septentrional continua vers el roc del Rosselló (1.314 metres) i el roc Geler (1.104 metres), al límit amb la Fenolleda.

### Hidrografia
L'eix de la comarca és la vall de la Tet, riu que travessa la comarca en sentit sud-oest cap a nord-est. Al congost de Canavelles, el riu origina una conca epigènica molt engorjada fins a Vilafranca de Conflent; allà hi ha un llindar muntanyenc que separa dues conques reblertes per materials pliocènics més tous: la conca de Vernet, al sud, enlairada entre 600 i 900 metres sobre la Vall de la Tet, i la conca de Prada, al nord, per la qual s'endinsa la Tet fins al coll de Ternera (200 metres), obert damunt del Riberal del Tet (Rosselló)

### Clima
La major pluviositat correspon al massís de Canigó (Cortalets 1.446,3 mm de mitjana anual) mentre que la vall de la Tet és molt més seca (Vilafranca, 567,3 mm; Prada 533 mm), degut a l'efecte d'ombra pluviomètrica que exerceix el Canigó, que fa acumular les precipitacions al costat de mar (o sigui, al Vallespir) i impedeix que arribin al Conflent.

### Vegetació
Dins de la comarca, hi apareix completa, la zonació altitudinal pròpia dels Pirineus, des de l'estatge inferior de l'alzinar amb marfull, fins a la vegetació alpina. Les fagedes, però, hi tenen una extensió limitada, mentre que les espècies mediterrànies continentals hi són notables

## Comunes

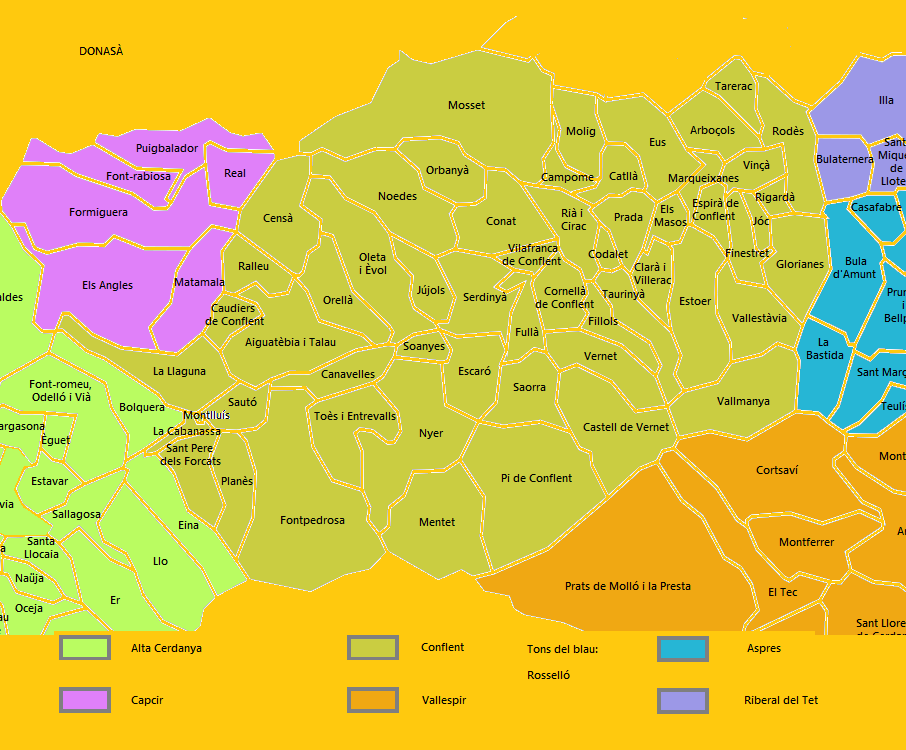
Mapa del Conflent

L'adscripció comarcal considerada per la Gran Enciclopèdia Catalana, és avui dia superada pel Nomenclàtor toponímic de la Catalunya del Nord, aprovat el 2007 per l'Institut d'Estudis Catalans i la Universitat de Perpinyà, que inclou, a més la Cabanassa, Montlluís, Planès i Sant Pere dels Forcats, de l'Alta Cerdanya, i la Llaguna del Capcir, a part de deixar fora de la comarca, adscrivint-la al Rosselló, la comuna de la Bastida.

## Galeria

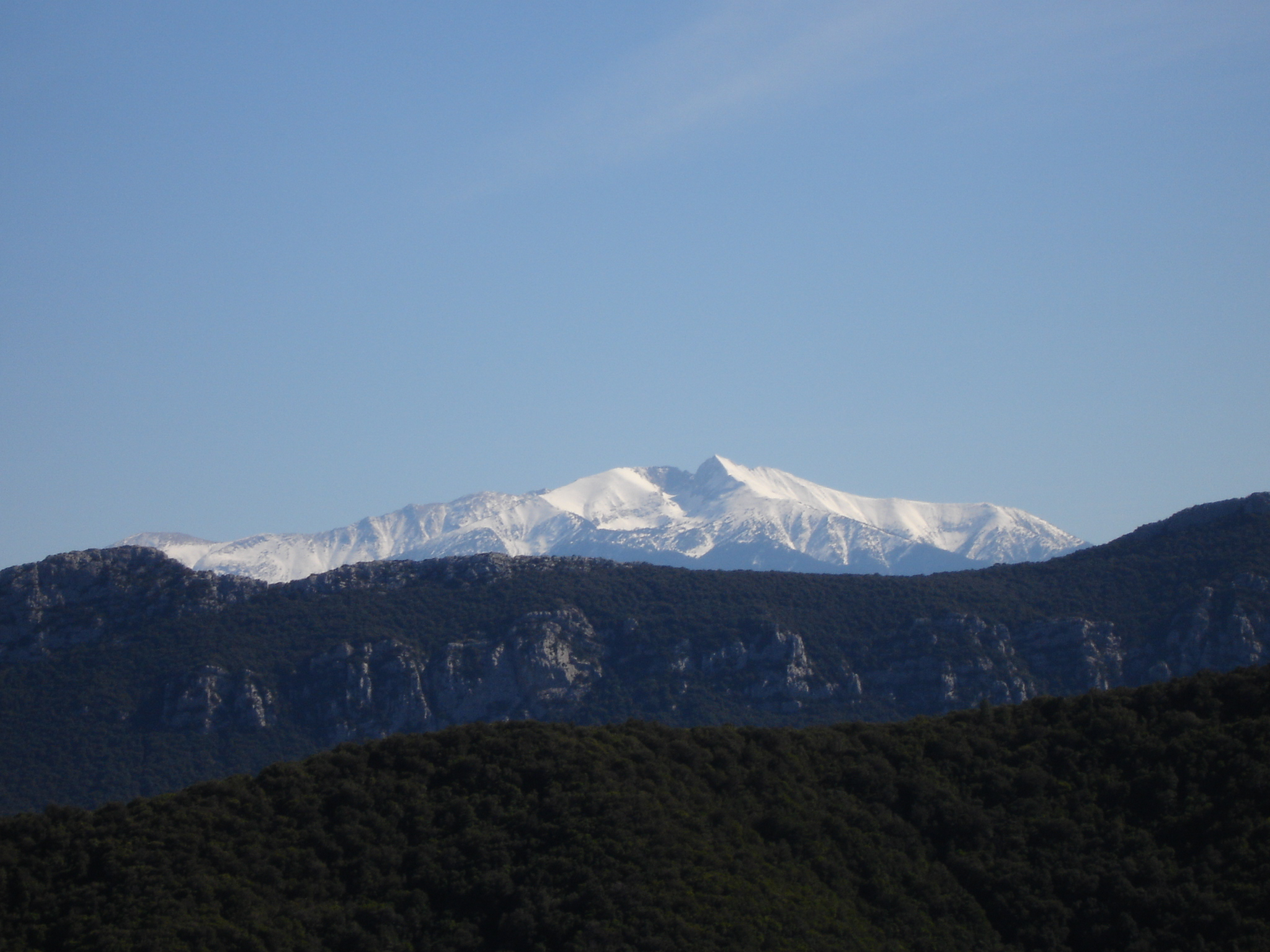
El Canigó és l'element geogràfic referent al Conflent
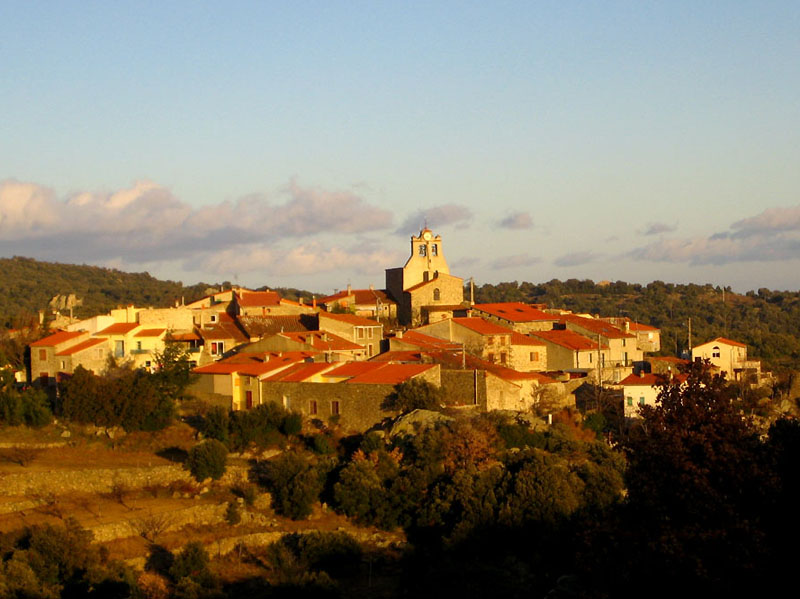
Arboçols
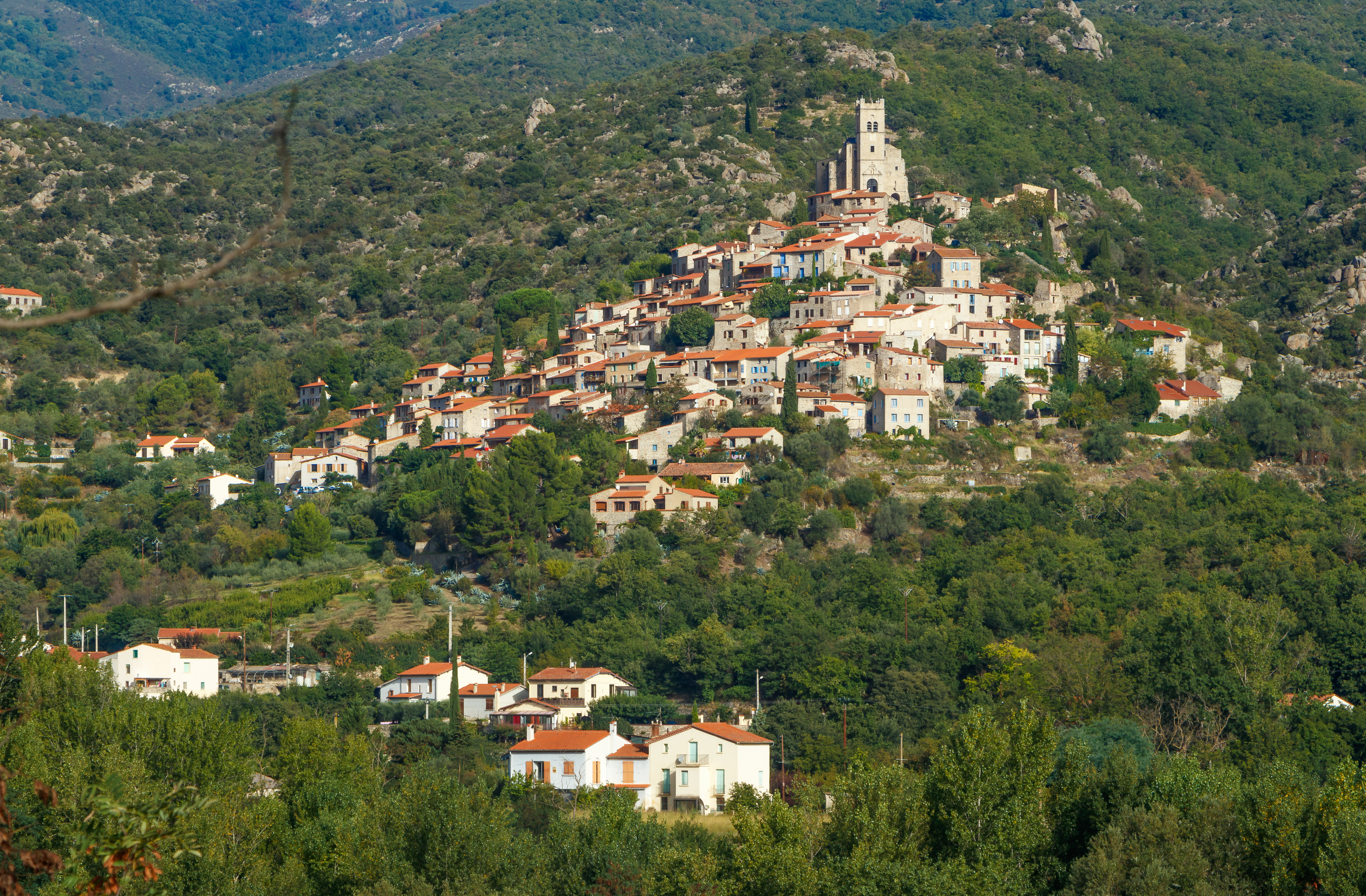
Eus
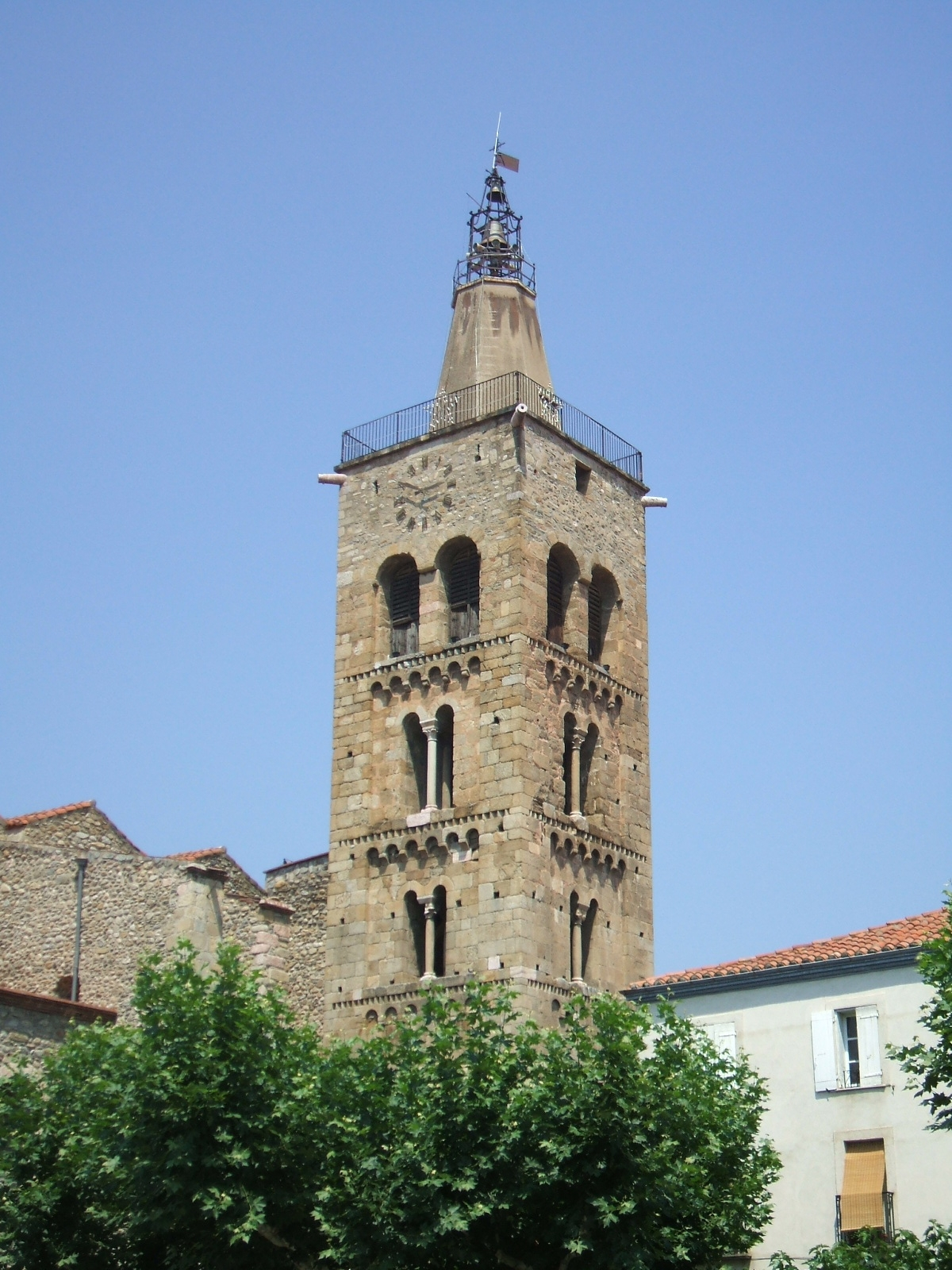
Prada
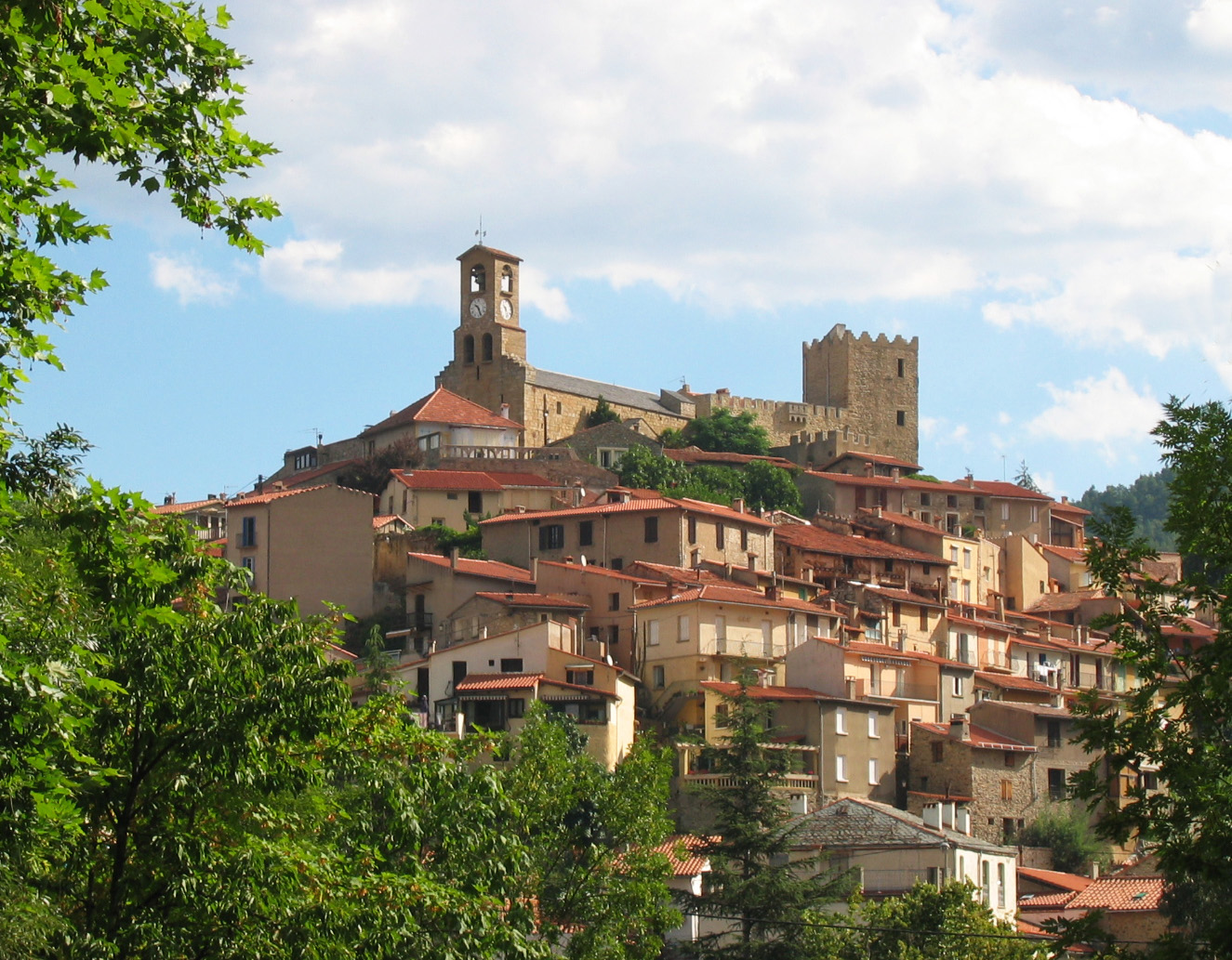
Vernet
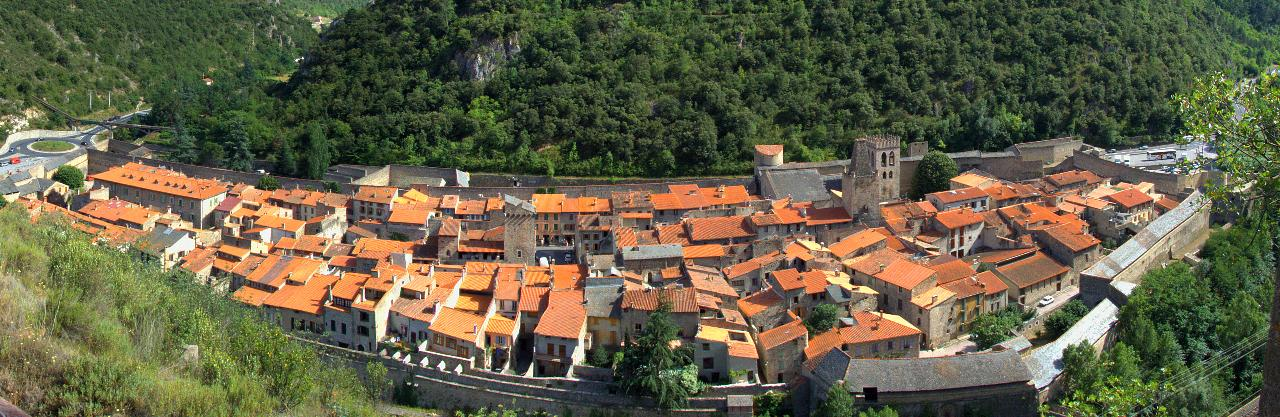
Vilafranca de Conflent